# Vadillos
Vadillos es una aldea perteneciente al municipio de San Román de Cameros, en La Rioja (España)

## Demografía
Vadillos contaba a 1 de enero de 2010 con una población de 20 habitantes, 10 hombres y 10 mujeres.
| Gráfica de evolución demográfica de Vadillos entre 2000 y 2010                                   |
|                                                                                                  |
| Población de derecho (2000-2010) según los censos de población del INE a 1 de enero de cada año. |

### Demografía histórica
En el Diccionario Geográfico de Barcelona de 1830 aparece con 160 almas.
...

## Historia
En el privilegio del Señorío de Cameros del año 1366 se incluye esta población con el nombre de Vadiellos.
Vadillos aparece en el Mapa de los antiguos partidos de Logroño y Santo Domingo de Don Tomás López.

## Patrimonio

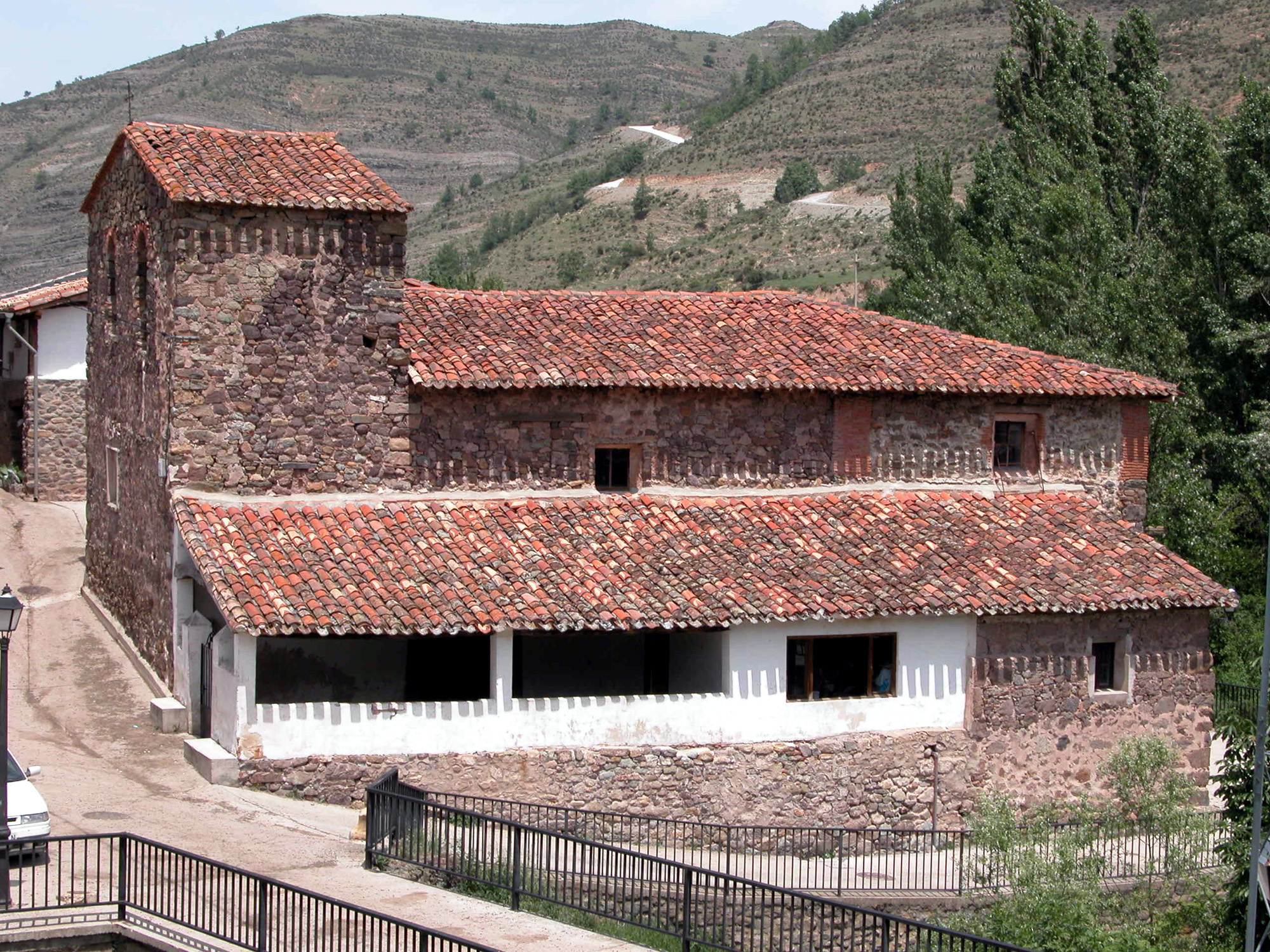
Iglesia de San Juan Bautista.

- Iglesia de San Juan Bautista. Del siglo XVI.[2]
- Cruces de bronce medievales[2]
- Escuela de Don Braulio Lasanta del Valle. Antigua escuela rural construida en 1822, restaurada y reconvertida en la instalación sociocultural "Casa de La Villa"[2]
- Antiguo Lavadero[2]
- La Casa del Maestro. Reconvertida en albergue rural.[2]
- Fuente de San Juan Bautista[2]

## Fiestas
Sus fiestas son San Juan y Santa Isabel.
Suelen ser unas fiestas basadas en la música, campeonatos de cartas y actividades variables que preparan la asociación CALLE REAL de Vadillos.

## Economía
La ganadería es la principal fuente económica de esta aldea: principalmente la cría de caballos.

## Literatura
- Ernesto Reiner. Viaje por el Camero Viejo. Logroño 1984. ISBN 84-398-2054-2